# El Coscollet
El Coscollet o Torre d'Aubenç és una muntanya de 1.610 metres situada entre a l'Alt Urgell, a la serra d'Aubenç.
Aquest cim està inclòs a la Llista dels 100 cims de la FEEC.